# Brasil nos Jogos Paralímpicos de Verão de 1996
O Brasil participou dos Jogos Paralímpicos de Verão de 1996, realizados em Atlanta, nos Estados Unidos.